# Martin Carrier
Martin Carrier (* 7. August 1955 in Lüdenscheid) ist ein deutscher Philosoph und Professor für Philosophie an der Universität Bielefeld mit dem Schwerpunkt Wissenschaftsphilosophie. Er ist einer der Träger des Gottfried-Wilhelm-Leibniz-Preises 2008.

## Leben
Carrier studierte von 1975 bis 1981 Physik, Pädagogik und Philosophie an der Westfälischen Wilhelms-Universität in Münster. Dort erfolgte 1984 auch seine Promotion mit einer Arbeit zur Wissenschaftstheorie (Atome und Kräfte: Die Entwicklung des Atomismus und der Affinitätstheorie im 18. Jahrhundert und die Methodologie Imre Lakatos’). Die Habilitation erlangte Carrier 1989 mit einer Arbeit über das Verhältnis von Theorie und Erfahrung in Raum-Zeit-Theorien an der Universität Konstanz, wo er bis 1994 tätig war. 1994 erhielt er eine Professur an der Universität Heidelberg, 1998 folgte ein Ruf an die Universität Bielefeld. Hier war er Mitglied des Direktoriums des Zentrums für interdisziplinäre Forschung (ZiF) und des Vorstandes des Instituts für Wissenschafts- und Technikforschung (IWT). 2001 veröffentlichte Carrier im Verlag C. H. Beck eine Biographie von Nikolaus Kopernikus, in der insbesondere dessen wissenschaftliche Leistungen thematisiert werden. 2008 wurde er in den Hochschulrat der Universität Bielefeld berufen.
Carrier ist seit dem Jahr 2000 Mitglied der Deutschen Akademie der Naturforscher Leopoldina. 2010 wurde er zum ordentlichen Mitglied der Academia Europaea gewählt. Außerdem ist er Mitglied der Akademie der Wissenschaften und der Literatur Mainz und der Berlin-Brandenburgischen Akademie der Wissenschaften.

## Auszeichnungen (Auswahl)
- 2008: Leibnizpreis der Deutschen Forschungsgemeinschaft (DFG)
- 2015: Blaise-Pascal-Medaille
- 2016: John-G.-Diefenbaker-Preis

## Veröffentlichungen (Auswahl)
- Wissenschaftstheorie: Zur Einführung. Hamburg: Junius 2006.
- Nikolaus Kopernikus (= Beck'sche Reihe; 558). München: Beck 2001, ISBN 3-406-47577-9.
- als Mitherausgeber ab Band 3 (1995): mit Jürgen Mittelstraß und Gereon Wolters (Hrsg.): Enzyklopädie Philosophie und Wissenschaftstheorie. 4 Bände, Mannheim, ab Band 3 (1995), Stuttgart/Weimar (1980–1984–1996); korrigierter Nachdruck für Band 1 und 2, Stuttgart/Weimar: Metzler, 1995; Nachdruck Band 1–4, ebenda 2004; 2. neubearb. und wesentlich erg. Auflage ebenda 2005.